# 新田塚コミュニティ
新田塚コミュニティ株式会社（にったづかコミュニティ）は、スイミングスクールを運営する会社。

## 概要
福井県内企業数社の出資により、1980年12月に設立。
その後、フィットネスクラブのスポーツクラブ新田塚アークを開業。
現在は、社名を新田塚コミュニティ株式会社とし、福井県内嶺北に、スイミングスクール5校、とフィットネスクラブ施設を運営している。